# Doktor Dolittle (1967)
Doktor Dolittle (Originaltitel: Doctor Dolittle) ist ein Filmmusical von Richard Fleischer aus dem Jahr 1967, das auf Geschichten des englischen Autors Hugh Lofting basiert. Eingearbeitet in die Filmhandlung wurden Elemente aus den Büchern Doktor Dolittle und seine Tiere, Doktor Dolittles Zirkus, Doktor Dolittles schwimmende Insel und Doktor Dolittle auf dem Mond. Der Film startete am 5. Dezember 1967 in den deutschen Kinos.

## Handlung
Dr. John Dolittle hat mit Hilfe der Papageiendame Polynesia die Sprache von 498 Tierarten gelernt (mit „Goldfisch“ wären es sogar 499, aber er arbeitet noch daran). Er lebt in dem kleinen englischen Dorf Puddleby-on-the-Marsh zur Zeit der Königin Victoria und war eigentlich einmal Arzt. Seine Schwester Sarah hat ihn vor langer Zeit vor die Wahl gestellt, sich entweder für die Menschen oder die Tiere zu entscheiden, und ist davongelaufen, als der Doktor die Tiere wählte.

### Erster Teil – Einführung der Hauptcharaktere
Als der irische Katzenfuttermann Matthew Mugg eine verletzte Ente findet, bringt er sie mit seinem kleinen Gehilfen Tommy Stubbins zu Doktor Dolittle. Er erklärt Tommy, dass der Doktor die Sprache der Tiere versteht (Lied: My Friend the Doctor) und ihr bestimmt helfen kann. Bei Doktor Dolittle angekommen, finden sie in seinem Haushalt unzählige Tiere vor, darunter den Schimpansen Tschi-Tschi, die Ente Dab-Dab, den Hund Jip und natürlich den Papagei Polynesia, der als einziger mit dem Doktor in einer verständlichen Sprache spricht (für die Zuschauer, mit allen anderen Tieren redet der Doktor in ihrer eigenen Sprache).
Der Doktor ist, unter Protest des Schweines Göb-Göb, gerade dabei, eine geschenkte Wurstkette zu kochen, und erklärt Matthew und Tommy, dass er selbst Vegetarier sei (Lied: The Vegetarian). Auf Tommys Nachfrage erzählt er, wie es dazu gekommen ist, dass er nur noch Tiere behandelt und die Sprache der Tiere erlernt hat (Lied: Talk to the Animals). Nachdem Matthew und Tommy über Nacht bei dem Doktor geblieben sind, erleben sie, wie am nächsten Morgen General Bellowes in das Haus stürmt, begleitet von seiner netten Nichte Emma Fairfax. Der General beschuldigt den Doktor, das Pferd Toggle gestohlen zu haben, dem der Doktor wegen seiner Kurzsichtigkeit eine Brille verordnet hat. Als der General die ins Haus des Doktors geflüchtete Füchsin Sheila erblickt, geht es mit dem passionierten Fuchsjäger durch und er jagt ihr hinterher. Die zurückgelassene Emma hat inzwischen ein scharfes Wortgefecht mit dem Doktor. Sie beschuldigt ihn, sein Leben mit Tieren zu verschwenden, er hingegen findet es beschämend, dass sie als Dame nichts anderes zu tun hatte, als sich an der Jagd auf unschuldige Tiere zu erfreuen (Lied: At the Crossroads).
Beim Doktor wird eine Bambuskiste abgeliefert mit einem sehr ungewöhnlichen Inhalt, dem zweiköpfigen Stoßmich-Ziehdich (es sieht ungefähr wie ein Lama aus, hat aber am vorderen und hinteren Körperende je einen Kopf). Ein indianischer Freund des Doktors hat es dem Doktor geschickt, damit er mit dessen Hilfe Geld aufbringen kann für eine Expedition nach der seltenen purpurnen Riesenseeschnecke. Der Doktor bringt sich in Kontakt mit dem Zirkusdirektor Blossom, der über das Stoßmich-Ziehdich absolut begeistert ist (Lied: I’ve never seen anything like it). Emma Fairfax besucht die Zirkusshow und ist immer noch unsicher über den Geisteszustand des Doktors, aber Matthew Mugg überzeugt sie, dass er einer der liebenswürdigsten Leute überhaupt sei (Lied: Beautiful Things).
Im Zirkus lernt der Doktor die Seehündin Sophie kennen, die dort sehr unglücklich ist und zu ihrem Ehemann an den Nordpol fliehen will. Der Doktor tarnt mit „geborgten“ Kleidungsstücken Sophie als „ältere Dame“ und fährt mit ihr in einer geliehenen Kutsche ans Meer nach Bristol (Lied: When I look in your Eyes) und entlässt sie dort ins Wasser. Dabei wird er von zwei Polizeibeamten beobachtet und wegen Mordes an einer Dame vor Gericht gezerrt. Vorsitzender Richter ist ausgerechnet General Bellowes, und der will den Doktor prompt ins Irrenhaus einliefern, als er erzählt, dass er mit Sophie geredet habe. Der Doktor kann jedoch als Zeugen Bellowes Dänische Dogge Rufus zu einigen „Aussagen“ gewinnen, und obwohl auch aufgeklärt wurde, dass die eigentliche Besitzerin der Verkleidungsstücke noch lebt, wird der Doktor vom rachsüchtigen General dennoch dazu verurteilt, ins Irrenhaus gebracht zu werden (Lied: Like Animals).

### Zweiter Teil – Die große Expedition
Matthew Mugg hat in Erwartung der Freilassung für den Doktor schon das Segelschiff Flunder gekauft. Emma Fairfax überredet ihn, sie auf die Reise als Blinden Passagier mitzunehmen, und bedankt sich nach seiner Zustimmung mit einem Kuss (Lied: After Today). Als der Doktor mit der Gefängniskutsche abtransportiert wird, stiehlt der Affe Tschi-Tschi die Schlüssel zu deren Tür, und Papageiendame Polynesia überredet das Zugpferd, mit der Kutsche durchzugehen. Nach einer wilden Verfolgungsjagd gelangt der Doktor mit den Tieren zum Schiff, und sie machen sich endlich auf zur großen Expedition. Als sich Emma Fairfax als Mitreisende zu erkennen gibt, ist der Doktor doch recht empört und will sie zuerst zurück an Land schicken. Doch sie kann ihre Hilfe in der Küche anbieten, und außerdem würde ja der Doktor wieder verhaftet werden, wenn er zurückkehrt. Da der Doktor keine Ahnung hat, wo die Riesenseeschnecke zu finden ist, lässt er Emma blind in einen Atlas piksen, und sie sticht auf die Sea Star Insel, eine mysteriöse schwimmende Insel (Lied: Fabulous Places).
Als Emma nach harter Arbeit an Bord erschöpft auf einem Stapel Wäsche einschläft, findet sie Mugg und singt das Lied Where are the Words. Dann fangen die Tiere an, unruhig zu werden, und auch die Ratten wollen das Schiff verlassen, weil ein Sturm heranzieht. Und tatsächlich, am nächsten Morgen sind nur noch die Trümmer des Schiffes übrig. Der Doktor hat sich relativ glücklich mit seinen Büchern auf einen größeren Überrest gerettet, während Matthew und Tommy sich nicht ganz so glücklich mit einem deutlich unbequemeren kleineren Schiffsteil zufriedengeben müssen. Doch von Emma ist keine Spur zu finden. Der Doktor ist sich jedoch sicher, sie demnächst wiederzusehen und sich auf der Spur der schwimmenden Insel zu befinden. Ein Delfin schubst die Schiffbrüchigen, bis sie tatsächlich bei der in der Nähe befindlichen Insel angelangt sind, wo sie nach kurzer Suche auch auf Emma treffen (Lied: I Think I Like You). Kurz darauf sind die Schiffbrüchigen von einem Stamm wild erscheinender Eingeborener umzingelt und werden in eine dunkle Hütte verschleppt. Eine Maus kann die Fesseln des Doktors durchbeißen, und als er nach draußen späht, überkommt ihn doch ein gewisses Unbehagen: Die Eingeborenen üben an Strohpuppen, die den Schiffbrüchigen ähneln, das Speerwerfen.
Der Häuptling der Eingeborenen, William Shakespeare der Zehnte, der lieber Willie genannt werden möchte, lädt den Doktor zwar zum Tee ein und erklärt, dass auf der Insel die Überlebenden zahlloser Schiffbrüchiger eine eigene glückliche Kultur aufgebaut haben, da jedoch das Wetter mittlerweile bitterkalt geworden ist und daran nur die neuen Schiffbrüchigen schuld sein könnten, müssten sie den Göttern im „Tod der Tausend Schreie“ geopfert werden. Solange dürfen die Schiffbrüchigen frei auf der Insel herumgehen, was der Doktor nutzt, um eine Walherde zu bitten, sie in wärmere Gefilde zu stoßen. Dabei fällt jedoch ein großer Steinbrocken in einen Vulkan, worauf Willie in seinem schlauen Buch der örtlichen Sitten und Gebräuche außerordentlich betrübt findet, dass dies bedeutet, die Schiffbrüchigen müssten nun sogar den „Tod der Zehntausend Schreie“ sterben. Die Schiffbrüchigen werden unverzüglich an Pfähle gebunden und die Exekution soll beginnen, als mit einem weiteren großen Ruck die schwimmende Insel zurück an ihre ursprüngliche Stelle im afrikanischen Kontinent geschubst und dabei sogar ein der Länge nach geteilter Baum wieder passgenau zusammengefügt wird. Willie findet daraufhin in seinem Buch der Bräuche, dass dieses bedeutet, dass derjenige der es schafft, die Insel zurückzubringen, für eintausend Monde wie die Götter leben soll, und die Gefangenen werden unverzüglich freigelassen.
Nach der Freilassung widmet sich der Doktor der Heilung der vielen kranken Tiere, während Mugg den Eingeborenenkindern ein Lied über Doktor Dolittle vorsingt (Lied: Doctor Dolittle). Zum großen Glück des Doktors taucht auch die große rosa Riesenseeschnecke am Ufer der ehemaligen Insel auf, weil sie sich erkältet hat und die Hilfe des Doktors in Anspruch nehmen möchte. Sie erklärt sich bereit, in ihrem Riesengehäuse die Schiffbrüchigen nach Hause nach England zu bringen und die Eingeborenen helfen dabei, das Innere des Gehäuses einigermaßen bequem für die lange Reise herzurichten. Als sie abreisen wollen, erklärt der Doktor jedoch zu Emmas Leidwesen, dass er nicht mitkommen werde, weil in England immer noch das Irrenhaus auf ihn warte (Lied: Something in Your Smile). Nach deren Abreise aber erfährt er von der Seehündin Sophie, dass in England alle Tiere in Streik getreten sind und die Behörden Dr. Dolittle bitten, zurückzukommen. Stattdessen macht sich der Doktor mit einer Riesenmondmotte, die zufälligerweise auf der Insel lebt, auf den Rückweg nach England und freut sich auf die erstaunten Gesichter von Emma und den anderen, wenn er bei deren Ankunft schon am Kai stehen werde.

## Deutsche Fassung
Die deutsche Synchronbearbeitung entstand 1967 in den Ateliers der Berliner Synchron GmbH in Berlin unter der Regie von Dietmar Behnke. Das Dialogbuch verfasste Fritz A. Koeniger.
| Rolle             | Darsteller           | Synchronsprecher       |
| ----------------- | -------------------- | ---------------------- |
| Doktor Dolittle   | Rex Harrison         | Friedrich Schoenfelder |
| Matthew Mugg      | Anthony Newley       | Harald Juhnke          |
| Emma Fairfax      | Samantha Eggar       | Uta Hallant            |
| Albert Blossom    | Richard Attenborough | Klaus W. Krause        |
| General Bellows   | Peter Bull           | Martin Hirthe          |
| Willy Shakespeare | Geoffrey Holder      | Edgar Ott              |
| Lady Petherington | Norma Varden         | Agnes Windeck          |

## Kritiken
„Die fantastischen Abenteuer des Dr. Dolittle, der 498 Tiersprachen beherrscht und nach einer Riesen-Meeresschnecke sucht – dargeboten als aufwendiges Musical mit eingängigen Melodien, verblüffenden Einfällen und beachtlichen darstellerischen Leistungen.“

„In farbenprächtigen Bildern beschreibt dieses aufwändig inszenierte Märchen-Musical die Abenteuer von Doctor Dolittle […] Die bekannten Kinderbücher des Anglo-Iren Hugh Lofting skizzierten den Titelhelden Dr. Dolittle eher als dickliches, weißhaariges Männchen, dessen Erscheinungsbild der smarte Rex Harrison so ganz und gar nicht entsprach. Dennoch ist das Experiment, den tierliebenden Arzt auf eine ganz andere Weise darzustellen, überaus gut gelungen.“

„Die phantastischen und amüsanten Abenteuer des skurrilen Tierfreundes und Menschenverächters Dr. Dolittle. […] Aufwendige und farbenprächtige, aber konventionelle und langatmige Inszenierung, musikalisch eher dürftig als mitreißend. Ab 12 Jahren geeignet, da die Überlänge eine Überforderung der Jüngeren darstellt.“

## Auszeichnungen
- 1968: Oscars für die besten Spezialeffekte für L. B. Abbott und das beste Lied (Talk to the Animals) für Leslie Bricusse (für ihn entgegengenommen von Sammy Davis jr.) sowie sieben weitere Nominierungen u. a. als Bester Film
- 1968: Golden Globe Award für Richard Attenborough, als besten Nebendarsteller sowie vier weitere Nominierungen
- 1968: Grammy-Nominierung für Leslie Bricusse für den besten Original Score

## Weitere Filme mit Doktor Dolittle
- 1928: Dr. Dolittle und seine Tiere (Scherenschnittfilm)
- 1970: Doctor Dolittle (Zeichentrickserie)
- 1984: The Voyages of Dr. Dolittle (Zeichentrickserie)
- 2020: Die fantastische Reise des Dr. Dolittle

Die Filme Dr. Dolittle (1998) und Dr. Dolittle 2 (2001) mit Eddie Murphy benutzen nur den Namen des Protagonisten und die Grundidee des Sprechens mit Tieren, haben aber ansonsten nichts gemein mit den Romanen von Hugh Lofting. Auch die weiteren Fortsetzungen der Reihe beziehen sich nicht auf die literarische Vorlage.

## DVD-Veröffentlichung
- Dr. Dolittle. Studio Classics No. 125. Twentieth Century Fox Home Entertainment 2007 (britische DVD-Edition, auf der jedoch auch die deutsche Synchronfassung enthalten ist)